# Breda (Salticidae)
Breda là một chi nhện trong họ Salticidae. Chúng thường xuất hiện ở Trinidad và Nam Mỹ.

## Các loài
Tính đến  tháng 11 năm 2015, phân loại World Spider Catalog ghi nhận các loài trong chi này như sau:
- Breda akypueruna Ruiz & Brescovit, 2013 – Brazil
- Breda apicalis Simon, 1901 – Ecuador, Brazil, Paraguay, Argentina
- Breda bicruciata (Mello-Leitão, 1943) – Brazil, Uruguay, Argentina
- Breda bistriata (C. L. Koch, 1846) – Brazil, Argentina
- Breda lubomirskii (Taczanowski, 1878) – Colombia, Ecuador, Peru, Brazil
- Breda milvina (C. L. Koch, 1846) (type species) – Mexico, Panama, Trinidad, Brazil, Bolivia
- Breda modesta (Taczanowski, 1878) – Peru, Brazil, Guyana, Paraguay, Argentina
- Breda nanica Ruiz & Brescovit, 2013 – Brazil
- Breda notata Chickering, 1946 – Panama
- Breda oserictops (Mello-Leitão, 1941) – Argentina
- Breda paraensis Ruiz & Brescovit, 2013 – Brazil
- Breda tristis Mello-Leitão, 1944 – Brazil, Uruguay, Argentina
- Breda variolosa Simon, 1901 – Brazil